# Исповед на таксистот
Исповед на таксистот (прев. Исповед таксисте) је југословенски и македонски ТВ филм из 1984. године. Режирао га је Душко Наумовски а сценарио је написао Томе Арсовски.

## Улоге
| Глумац            | Улога    |
| ----------------- | -------- |
| Ратко Гавриловић  |          |
| Ангелина Иванова  |          |
| Борис Чоревски    |          |
| Стојна Костовска  |          |
| Ђокица Лукаревски | Викентие |
| Мими Таневска     |          |
| Гоце Влахов       |          |